# Batracomorphus capaneus
Batracomorphus capaneus är en insektsart som beskrevs av Knight 1983. Batracomorphus capaneus ingår i släktet Batracomorphus och familjen dvärgstritar. Inga underarter finns listade i Catalogue of Life.